# 敦格線
敦格線 (とんかくせん、中文表記: 敦格铁路) とは中国甘粛省敦煌市の敦煌駅と青海省ゴルムド市の飲馬峡駅を結ぶ全長617kmの鉄道路線。単線・交流電化。敦煌駅にて敦煌線と、飲馬峡駅にて青蔵線と接続する。

## 概要
敦格線は、蘭新線と青蔵線を連絡、敦煌の莫高窟・空港と連絡するための路線として国道215号沿いに建設された。

## 歴史
- 2012年12月、着工。
- 2015年5月30日、魚卡～飲馬峡間開通（貨物のみ）。
- 2016年1月9日、敦煌～粛北間開通（貨物のみ）。
- 2019年12月18日、全線開通。